# 包大智
包大智（16世紀—17世紀），字愚卿，南直隸寧國府涇縣人，明朝政治人物。

## 生平
包大智是萬曆七年（1579年）己卯科應天鄉試舉人，授閩清知縣，調順昌知縣，為政簡易令地方安定，三十五年（1607年）陞平樂撫夷同知，署南寧知府，當時通判某到任半年病故，他捐出俸金為對方經紀喪事，平樂有瑤族、壯族人不順從教化，他恩威並施數個月後令對方服從，很快因病辭官，士民哭著送別，為他立祠祭祀。

## 引用
1. 1 2  民國《涇縣志·卷十七·人物》：包大智，字愚卿，由舉人仕順昌知縣，政簡民和而邑大治，陞平樂府同知，署南寧守，時通判某到任逾半載病故，為捐俸經紀其喪，平樂有猺獞狡猾不遵王化，撫以恩威數月悉服，因病乞歸，士民泣送，立祠祀之。 錢鄭二志
2. ↑  民國《涇縣志·卷十四·選舉表》：（萬曆）己卯（舉人）……包大智 十一都人，宦業有傳